# Râul Ciortești
Râul Ciortești este un curs de apă, afluent al râului Vasluieț. Mai este cunoscut și sub numele de Balosina.